# Angolok
Az angolok az angol nyelven beszélő, Angliában élő nép tagjai. Anglia az Egyesült Királyság egyik alkotmányos tagországa.
Valójában nehéz meghatározni, hogy angolok megnevezést mikortól kezdve használhatjuk a mai Anglia lakóira. Az 5. században, a Brit-szigetekre történő bevándorláskor három germán nép érkezett, amelyek közül a két legnagyobbról, az anglikról és a szászokról kapták a nevüket a középkori angolszászok vagy röviden angolok. Rajtuk kívül a mai angol népesség elődei között megtalálhatók a római kori britonok, a dán vikingek és a normannok.

## Az ókori angolok
Lásd: Anglik

## Angol történelem a középkortól
Főleg a hunok által beindított népvándorlási hullám eredményeként a Németalföld és a mai Németország területén élő angol, szász, és jüt törzsek inváziót indítottak a Brit-szigetek ellen, ahonnan a Római Birodalom 407-ben vonta ki légióit. A germán hódítók visszaszorították az itt élő kelta törzseket (a britonokat és pikteket), és – főleg a déli országrészen – számos királyságot alapítottak (Essex, Wessex stb.)
A Britannia területére érkezett népek sem kerülték el az európai kontinens viharait. A 7–8. században megindult viking invázió az angolszász területeket is érintette, a dán vikingek a mai Anglia északkeleti területein hozták létre államszervezetüket, a Danelaw-t, amellyel hosszas háborúskodás után Nagy Alfréd (az egyetlen uralkodó, aki az angol történelemben a "Nagy" előtagot viseli) uralkodó kötött békét, és megkezdődött az angolszász királyságok egyesítése.
Az angol történelem következő fordulópontja az 1066-os normann hódítás, amely majd négy évszázadra francia nyelvű normann királyok fennhatósága alá helyezte Angliát (a hatásuk ma főleg az angol nyelvben mutatható ki).
A Plantagenêt-ház uralmának végével a véres rózsák háborúja dúlt az angol nemesi családok között, melyből -nevető harmadikként- a Tudor-ház került ki győztesen és megalapították az angol reneszánszt. Az 1588-as tengeri győzelem után a spanyol Armada felett, Anglia vette át a tengeri nagyhatalom szerepét, és a gyarmatok sorát hozták létre világszerte.
Nagy-Britannia mind a napóleoni háborúk során, mind a két világháború során meg tudta őrizni függetlenségét, és jelentősen hozzájárult ezeknek a fegyveres konfliktusoknak a ma ismert végkimeneteléhez.